# Přes hranici
Přes hranici (v originále La Traversée) je francouzsko-česko-německý animovaný film z roku 2021, který natočila Florence Miailhe. Snímek měl světovou premiéru na festivalu animovaných filmů v Annecy dne 16. června 2021.

## Děj
Poté, co na jejich vesnici zaútočí milicionáři, se rodina (rodiče, jejich třináctiletá dcera Kyona a dvanáctiletý syn Adriel) pokusí uprchnout ze země, aby našla útočiště u bratrance. Odjíždějí vlakem. Po zatčení rodičů při policejní kontrole se obě děti ocitnou na konečné stanici samy.
Kyoně ukradnou tašku. Děti pronásledují zloděje, tím se seznámí s gangem, který vede Iskender. Kyona a Adriel nemají jinou možnost, než se přidat k tomuto gangu.
Jednoho dne však Iskender musí předat obě děti překupníkovi Jonovi, který je chce prodat manželskému páru. Manželé se je snaží přimět zapomenout na svou identitu a minulost: děti mají nová jména a Adriel si musí obarvit vlasy na blond. Zatímco Adriel tento nový život přijímá, Kyona ne. Pár se rozhodne nahradit Kyonu a ponechat si jen Adriela. Když se to dozví, pomůže své sestře uniknout do lesa.
Kyony de ujme Baba Jaga, která má stejné tetování jako Iskender. Jednoho dne Baba Jaga dá Kyoně brož.
Po několika měsících Kyona objeví na okraji lesa kočovný cirkus. Tam najde Adriela, převlečeného za dívku. Připojí se k souboru a vystupuje se svým bratrem. Kyona a Adriel jsou ale zatčeni a internováni v táboře. V táboře se Kyona setká s Iskenderem.
Jednoho dne Kyona a Adriel uprchnou. Když narazí na Iskendera a Jona, Jon chce opět získat děti, ale Iskender ho zabije, což sourozencům umožní pokračovat v útěku.

## Ocenění
- Festival Premiers Plans v Angers: Cena za nejlepší scénář
- Festival international du film d'animation: uznání poroty za celovečerní film
- Montreal New Cinema Festival: cena Daniela Langloise za inovaci; Cena Audentia za nejlepší režii
- Bukurešťský mezinárodní festival animovaných filmů: cena za nejlepší celovečerní film
- Festival Animation is Film v Los Angeles: cena publika
- Mezinárodní festival animace Bucheon: Velká cena, cena diváků, cena za rozmanitost
- César: nominace na nejlepší animovaný film